# ლ
Lasi (asomtavruli Ⴊ, nuskuri ⴊ, mkhedruli ლ, mtavruli Ლ) là chữ cái thứ 12 trong bảng chữ cái Gruzia.
Trong hệ thống chữ số Gruzia, ლ có giá trị là 30.
ლ thường đại diện cho âm tiếp cận cạnh lưỡi chân răng hữu thanh Lỗi Lua trong Mô_đun:IPA tại dòng 52: invalid option '%T' to 'format'., giống như cách phát âm của ⟨l⟩ trong "lord".

## Chữ cái
| asomtavruli | nuskuri | mkhedruli |
| ----------- | ------- | --------- |
|             |         |           |

## Mã hóa máy tính
| asomtavruli | nuskuri | mkhedruli |
| ----------- | ------- | --------- |
| U+10AA      | U+2D0A  | U+10DA    |

## Chữ nổi
| mkhedruli |
| --------- |
|           |

## Sử dụng
- Mkhedruli ლ là biểu tượng tiền tệ của lari Gruzia. Đôi khi, ký hiệu ₾ cũng được sử dụng.